# Isoglossa multinervis
Isoglossa multinervis är en akantusväxtart som beskrevs av I.Darbysh.. Isoglossa multinervis ingår i släktet Isoglossa och familjen akantusväxter. Inga underarter finns listade i Catalogue of Life.